# Sugarloaf Village (California)
Sugarloaf Village es un lugar designado por el censo ubicado en el condado de Tulare en el estado estadounidense de California. En el año 2010 tenía una población de 10 habitantes.

## Geografía
Sugarloaf Village se encuentra ubicado en las coordenadas 35°49′36.66″N 118°38′7.61″O / 35.8268500, -118.6354472.